# Tillandsia pentasticha
Tillandsia pentasticha är en gräsväxtart som beskrevs av Werner Rauh och Wülfingh. Tillandsia pentasticha ingår i släktet Tillandsia och familjen Bromeliaceae. Inga underarter finns listade i Catalogue of Life.